# Superliga 1995/96 (Türkei)
Die Saison 1995/96 war die vierte Spielzeit der Superliga, der höchsten türkischen Eishockeyspielklasse. Meister wurde zum ersten Mal in der Vereinsgeschichte überhaupt Kavaklıdere Belediyesi Ankara.

## Hauptrunde

### Modus
In der Hauptrunde absolvierte jede der fünf Mannschaften insgesamt acht Spiele. Der Erstplatzierte der Hauptrunde wurde Meister. Für einen Sieg erhielt jede Mannschaft zwei Punkte, bei einem Unentschieden gab es ein Punkt und bei einer Niederlage null Punkte.

### Tabelle
|    | Klub                            | Sp | S | U | N | Tore   | Punkte |
| -- | ------------------------------- | -- | - | - | - | ------ | ------ |
| 1. | Kavaklıdere Belediyesi Ankara   | 8  | 8 | 0 | 0 | 128:34 | 16     |
| 2. | İstanbul Paten SK               | 8  | 5 | 0 | 3 | 83:38  | 10     |
| 3. | Büyükşehir Belediyesi Ankara SK | 8  | 4 | 0 | 4 | 77:79  | 8      |
| 4. | TED Ankara Kolejliler SK        | 8  | 3 | 0 | 5 | 62:85  | 6      |
| 5. | Tarabya Paten SK                | 8  | 0 | 0 | 8 | 27:141 | 0      |

Sp = Spiele, S = Siege, U = Unentschieden, N = Niederlagen